# Westhope (Dakota del Norte)
Westhope es una ciudad ubicada en el condado de Bottineau en el estado estadounidense de Dakota del Norte. En el censo de 2010 tenía una población de 429 habitantes y una densidad poblacional de 503,46 personas por km².

## Geografía
Westhope se encuentra ubicada en las coordenadas 48°54′40″N 101°1′4″O / 48.91111, -101.01778. Según la Oficina del Censo de los Estados Unidos, Westhope tiene una superficie total de 0.85 km², de la cual 0.85 km² corresponden a tierra firme y (0%) 0 km² es agua.

## Demografía
Según el censo de 2010, había 429 personas residiendo en Westhope. La densidad de población era de 503,46 hab./km². De los 429 habitantes, Westhope estaba compuesto por el 95.1% blancos, el 0% eran afroamericanos, el 1.17% eran amerindios, el 0.23% eran asiáticos, el 0.23% eran isleños del Pacífico, el 0% eran de otras razas y el 3.26% pertenecían a dos o más razas. Del total de la población el 0.47% eran hispanos o latinos de cualquier raza.